# Чистяков Борис Ілліч
Бори́с Іллі́ч Чи́стяков (* 23 червня 1914 — 28 січня 1980) — український диригент. Народний артист УРСР (1960). Син балерини Олександри Гаврилової та хореографа Іллі Чистякова.

## Загальні відомості
Народився у Петербурзі. Після закінчення у 1937 році Київської консерваторії працював диригентом  Київського Театру Опери та балету ім. Тараса Шевченка. Оперні й балетні вистави під диригуванням Бориса Чистякова, зокрема з українського репертуару: «Утоплена» і «Наталка Полтавка» М. Лисенка, «Маруся Богуславка» А. Свєчнікова, «Лілея» К. Данькевича, «Лісова пісня» М. Скорульського, «Тіні забутих предків» В. Кирейка та ін.